# Willett Range
Die Willett Range ist ein 32 km langer Gebirgszug im ostantarktischen Viktorialand. Er verläuft als Sockel des Polarplateaus zwischen dem Mistake Peak und dem nördlich gelegenen Mackay-Gletscher und wird von einigen Gletschern durchbrochen, die vom Polarplateau in östlicher Richtung abfließen. 
Benannt wurde er von der neuseeländischen Gruppe zur Landvermessung im Rahmen der Commonwealth Trans-Antarctic Expedition (1955–1958) nach R. W. Willett, Direktor des New Zealand Geological Survey, der der Expedition beratend zur Seite stand und bei der Aufarbeitung der Untersuchungsergebnisse behilflich war.